# Cimetière de Louyat

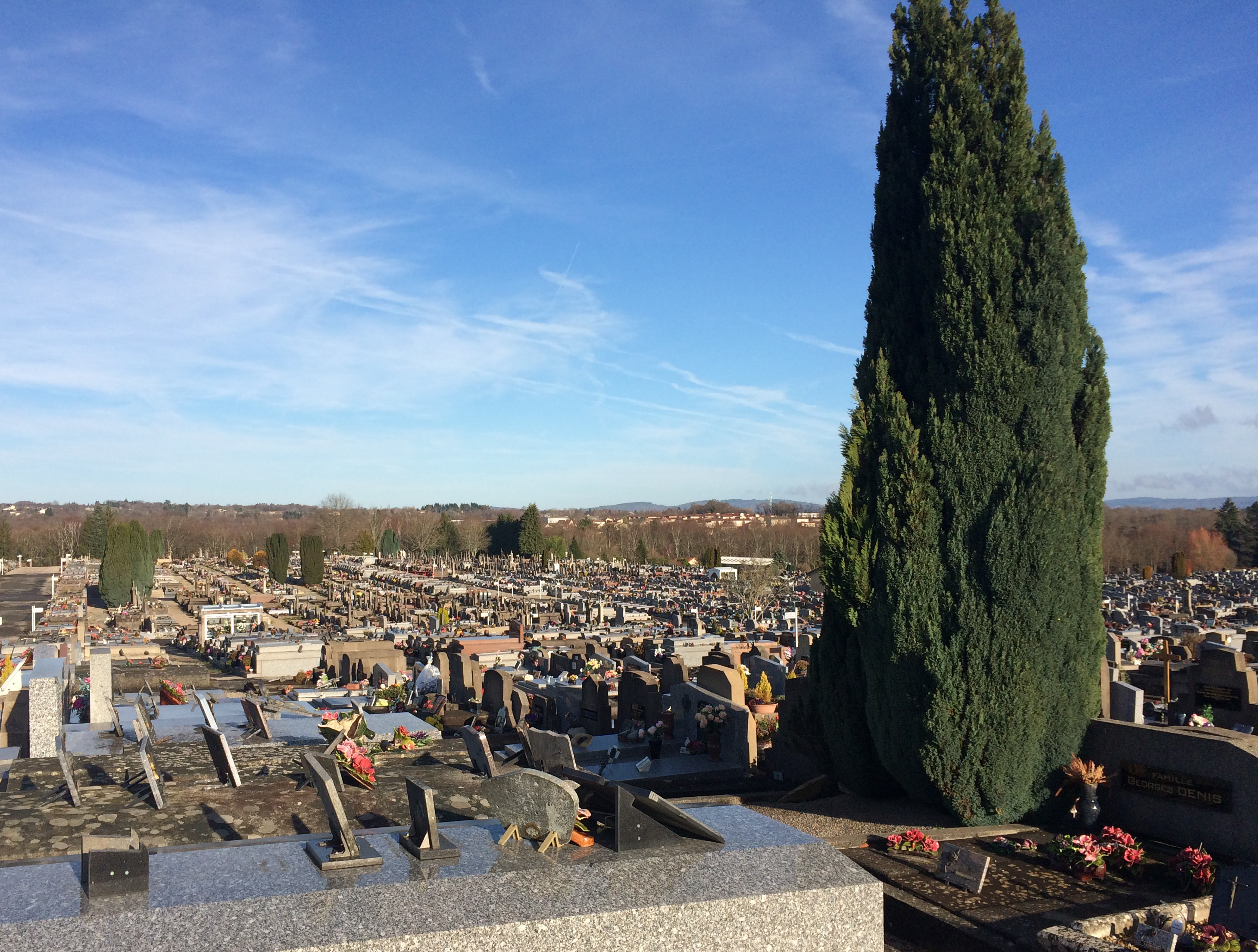
Begraafplaats Louyat

De begraafplaats Louyat (Frans: Cimetière de Louyat) is een gemeentelijke begraafplaats in de Franse stad Limoges.
Deze begraafplaats wordt ten onrechte voorgesteld als een van de grootste van Europa, maar is toch een van de grootste van Frankrijk. Ze werd geopend in 1806 en was toen 9 hectare groot. Na verschillende uitbreidingen, de laatste in 1950, is de begraafplaats Louyat 35 hectare groot. Het is de belangrijkste begraafplaats van de stad Limoges.
De centrale laan van de begraafplaats is omzoomd met bomen. De begraafplaats telt veel grafkapellen in verschillende stijlen, van neogotisch tot neo-egyptisch. Opvallend zijn de vele porseleinen medaillons die zijn aangebracht op de graven.